# As Cities Burn
As Cities Burn (abreviado como ACB) é uma banda de post-hardcore cristão dos Estados Unidos, formada em 2002 em Mandeville. A banda acabou em 2009. Em 15 de julho de 2009 houve o seguinte anúncio no MySpace oficial da banda:
"O As Cities Burn acabou. Estamos nos afastando após 6 bons anos. Nossas vidas e nossas esposas nos chamaram em direções diferentes. Obrigado a qualquer um que veio a um show, teve palavras pra dizer, ou comprou um CD pra nos ajudar a encher o tanque. Nós desejamos a todos os caras o melhor nas suas aventuras futuras."
A banda ressurgiu em 2011 , com turnes em Nashville, TN ( 13 de abril de 2012 ) e Baton Rouge, LA ( 14 de abril de 2012 ) de acordo com o Facebook da mesma ( http://www.facebook.com/ascitiesburn?sk=info ).

## Integrantes

### Formação atual
- Cody Bonnette - vocal e guitarra
- Colin Kimble -  baixo, guitarra e vocal de apoio
- Aaron Lunsford - bateria
- Chris Lott - guitarra

### Ex-integrantes
- T.J. Bonnette - vocal
- Bryan Dixon - bateria
- Pascal Barone - baixo
- Lucas Starr - baixo

## Discografia

### EP
- As Cities Burn EP (2002)
- As Cities Burn EP (2003)

### Álbuns de estúdio
- Son, I Loved You at Your Darkest (2005)
- Come Now, Sleep (2007)
- Hell Or High Water (2009)

## Videografia
- "Bloodsucker Pt. II"
- "Empire"
- "The Widow ( ao vivo )"